# Municipio de Täby

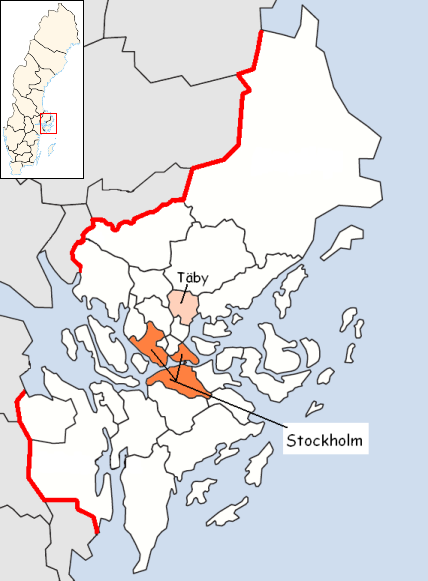
Comuna de Täby

Täby (comuna) es una municipalidad en la provincia de Estocolmo, Suecia, cuyo asiento es la localidad (ciudad) homónima de Täby.,.
Täby  es una la capital y donde está asentada la comuna (municipalidad) de Täby. En el provincia de Estocolmo,  Suecia. Täby es el centro de la comuna de Täby, pero también una parte de ella  está dentro de otras dos comunas: Danderyd y Sollentuna, siendo así, trimunicipal.